# Sam Dobbs
Sam Dobbs, né le 14 mars 1997 à Taupo, est un coureur cycliste néo-zélandais.

## Biographie
En 2015, Sam Dobbs devient champion de Nouvelle-Zélande de l'américaine chez les élites, aux côtés de Dylan Kennett. Il remporte également le titre national sur route en catégorie juniors (moins de 19 ans). La même année, il termine cinquième du Circuit Het Nieuwsblad juniors. Il intègre ensuite la réserve de la formation World Tour BMC Racing en 2016,. Sous ses nouvelles couleurs, il termine notamment cinquième de Bruxelles-Opwijk en 2017. 
Après la disparition de BMC Development, il s'engage avec l'équipe autrichienne Tirol pour la saison 2018. En janvier, il se classe quatorzième et troisième coureur espoir au championnat de Nouvelle-Zélande sur route.

## Palmarès sur route
- 2015
  -  Champion de Nouvelle-Zélande du contre-la-montre juniors
  - 3e du championnat de Nouvelle-Zélande sur route juniors
- 2016
  - Prologue du Tour de Berlin (contre-la-montre par équipes)
  - 1re étape du Tour de la Vallée d'Aoste (contre-la-montre par équipes)
- 2018
  - 3e du championnat de Nouvelle-Zélande sur route espoirs
  - 3e du championnat de Nouvelle-Zélande du critérium

## Palmarès sur piste

### Championnats d'Océanie
| Édition / Épreuve | Poursuite par équipes |
| Adélaïde 2018     | Or                    |

### Championnats nationaux
- 2015
  -  Champion de Nouvelle-Zélande de l'américaine (avec Dylan Kennett)
  -  Champion de Nouvelle-Zélande de course aux points juniors